# NGC 1709
NGC 1709 (другие обозначения — NGC 1717, MCG 0-13-54, ZWG 394.58, NPM1G -00.0168, PGC 16462) — линзообразная галактика (S0) в созвездии Орион.
Этот объект занесён в новый общий каталог несколько раз, с обозначениями NGC 1709, NGC 1717.
Этот объект входит в число перечисленных в оригинальной редакции «Нового общего каталога».